# Aptostichus
Aptostichus é um género de aranhas com distribuição natural predominante no sul da Califórnia.

## Espécies
O género inclui as seguintes espécies:
- A. angelinajoleae Bond, 2008
- A. atomarius Simon 1891
- A. barackobamai Bond, 2012
- A. hesperus (Chamberlin, 1919)
- A. miwok Bond, 2008
- A. simus Chamberlin, 1917
- A. stanfordianus Smith, 1908
- A. stephencolberti Bond, 2008
- A. bonoi Bond, 2012

Muitas espécies de Aptostichus permanecem por descrever.

## Galeria

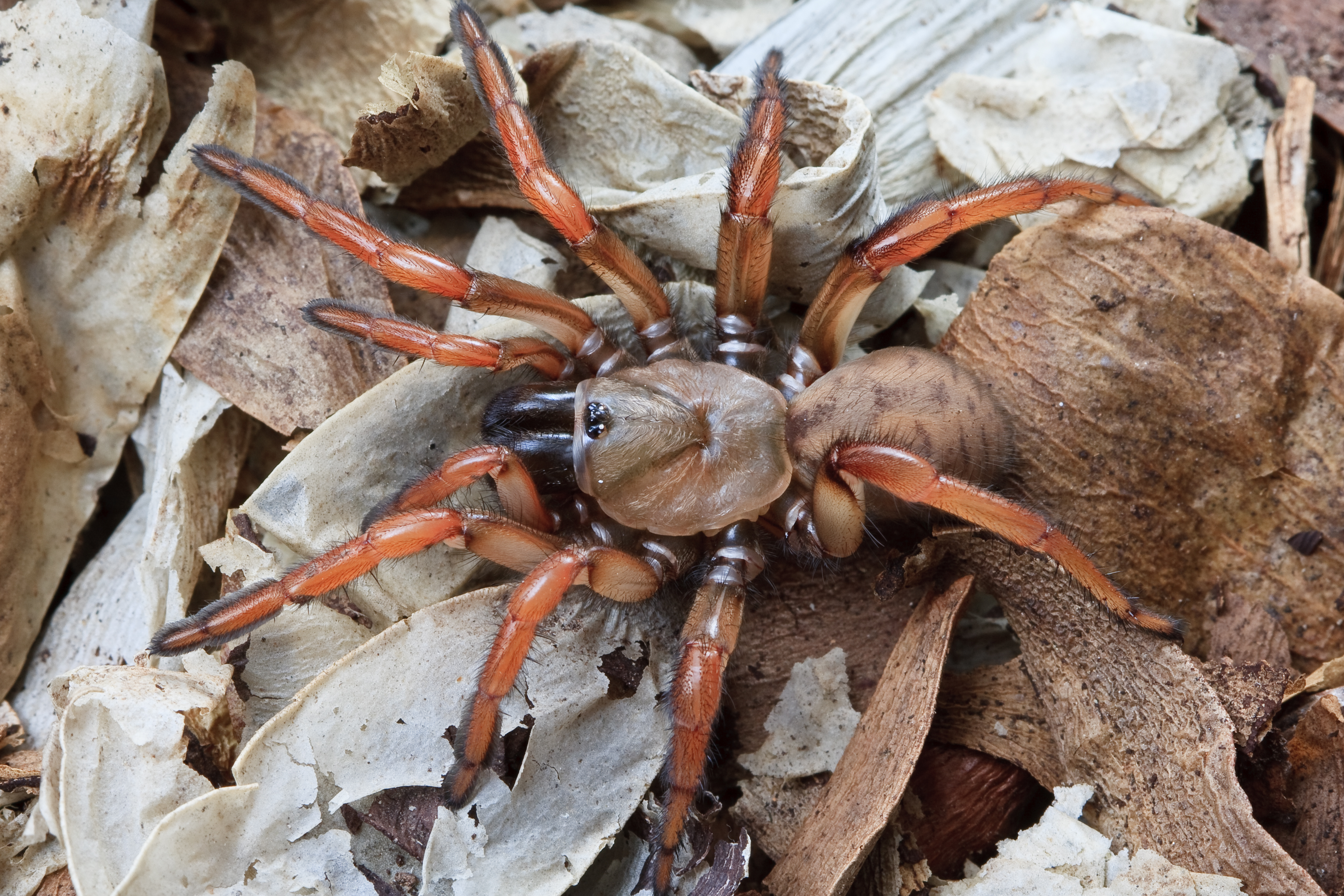
Fêmea (Califórnia).
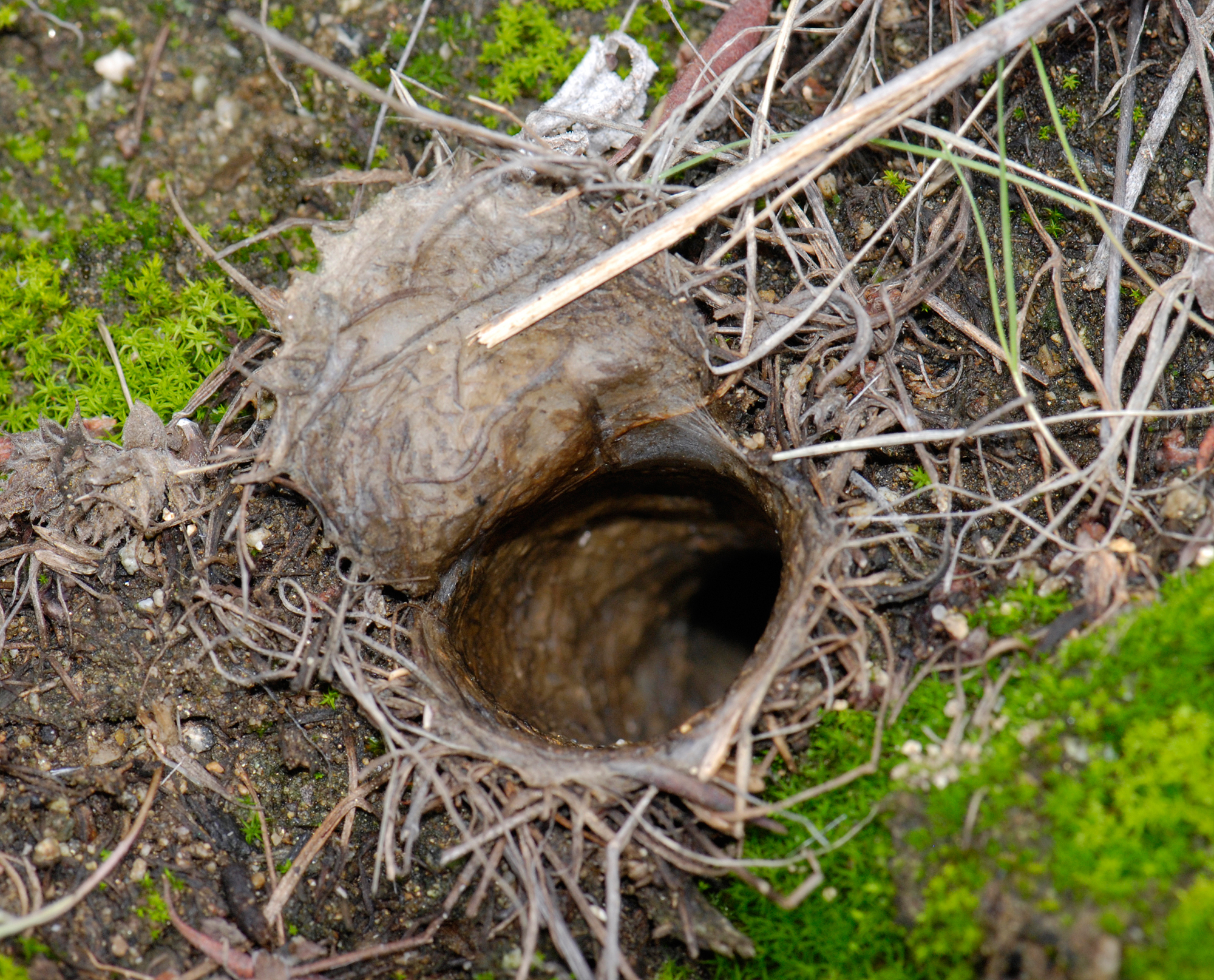
Alçapão de Aptostichus.